# Atlas Agena A
Atlas Agena A (Atlas LV-3A Agena A) – wojskowa amerykańska rakieta nośna wywodząca się z rakiet ICBM Atlas i RM-81 Agena. Dla US Air Force wynosiła w kosmos satelity ostrzegania przed rakietami balistycznymi serii MIDAS i SAMOS. Startowała tylko cztery razy. Połowa startów była nieudana z powodu awarii w 2. członie rakiet.

## Chronologia
1. 26 lutego 1960, 17:25:30 GMT; s/n 29D-1008; miejsce startu: Cape Canaveral Air Force Station (LC14), USA
Ładunek: MIDAS 1; Uwagi: start nieudany – nie odłączył się 2. stopień rakiety
2. 24 maja 1960, 17:36:46 GMT; s/n 45D-1007; miejsce startu: Cape Canaveral Air Force Station (LC14), USA
Ładunek: MIDAS 2; Uwagi: start udany
3. 11 października 1960, 20:33:28 GMT; s/n 57D-2101; miejsce startu: Point Arguello (LC1-1), USA
Ładunek: SAMOS 1; Uwagi: start nieudany – usterka w 2. stopniu rakiety
4. 31 stycznia 1961, 20:21:19 GMT; s/n R70D-2102; miejsce startu: Point Arguello (LC1-1), USA
Ładunek: SAMOS 2; Uwagi: start udany